# Operatie Abigail
Abigail was de overkoepelende codenaam voor een reeks Britse luchtaanvallen op enkele Duitse steden.
In de nacht van 16 op 17 december 1940 voerde de Royal Air Force bombardementen uit op de steden Bremen, Düsseldorf en Mannheim.